# Warzager
Warzagerowie (Warzager, Warzagier, Wahrsager) - znana rodzina tomaszowskich malarzy. 
Z tej rodziny wywodzą się m.in.: 
- Dawid Warzager (1838-1925), powstaniec styczniowy, malarz, twórca wystroju wielkiej synagogi w Tomaszowie Mazowieckim
- Szmul Hersz Warzager (1855-?), tomaszowski artysta malarz.
- Lejbuś Warzager (1881-1942), malarz pokojowy, drugi prezes tomaszowskiego Judenratu (1940-1942).
- Ber Warzager (1912-1988), malarz ekspresjonista, więzień obozu koncentracyjnego w Buchenwaldzie, dyrektor Muzeum Sztuki Współczesnej w Hajfie, następnie malarz-informelista działający w Izraelu i Niemczech.
- Myriam Rozenblum (1936-2008), malarka francuska tworząca obrazy o tematyce żydowskiej, siostrzenica Bera Warzagera.

## Literatura
- Moshe Wajsberg (ed.), Tomashow-Mazowieck. A memorial to the Jewish Community of Tomashow-Mazowieck, Tel-Aviv 1969, s. 93 (tekst w jidisz).
- Krzysztof Tomasz Witczak, Słownik biograficzny Żydów tomaszowskich, Łódź - Tomaszów Mazowiecki 2010: Wydawnictwo Uniwersytetu Łódzkiego, s. 260-263, ISBN 978-83-7525-358-0.